# Зайцы (Котельничский район)
Зайцы — опустевшая деревня в Котельничском районе Кировской области в составе Сретенского сельского поселения.

## География
Располагается на расстоянии примерно 6 км по прямой на северо-запад от центра поселения села Сретенье.

## История
Известна с 1802 года как починок Серулевской (и деревня Серюловская).  В 1873 году здесь (деревня Серюлевская или Зайцы) было отмечено дворов 5 и жителей 33, в 1905 6 и 45, в 1926 8 и 39, в 1950 13 и 40, в 1989 году проживало 24 жителя.

## Население
Постоянное население  составляло 3 человека (русские 100%) в 2002 году, 0 в 2010.